# Sinopliosaurus weiyuanensis
Sinopliosaurus weiyuanensis Young, 1944 è un plesiosauro vissuto tra Giurassico e Cretacico, nell'attuale Cina.
Va sottolineato che il genere Sinopliosaurus Young, 1944 non deve essere confuso con l'omonimo "Sinopliosaurus", dinosauro teropode appartenente alla famiglia Spinosauridae, il cui nome, essendo stato pubblicato successivamente, va utilizzato esclusivamente tra virgolette e in modo provvisorio, in attesa di nuova attribuzione.